# اینور گروو هایتس (مینه‌سوتا)
اینور گروو هایتس، مینه‌سوتا (به انگلیسی: Inver Grove Heights, Minnesota) یک شهر در ایالات متحده آمریکا است که در شهرستان داکوتا واقع شده‌است.

## خصوصیات
اینور گروو هایتس ۷۸٫۰۱ کیلومترمربع مساحت و ۳۳٬۸۸۰ نفر جمعیت دارد و ۲۶۸ متر بالاتر از سطح دریا واقع شده‌است.